# HD14392
63 Андромеди також HD14392 — хімічно пекулярна зоря спектрального класу B9, що має видиму зоряну величину в смузі V приблизно  5,6.
Вона  розташована на відстані близько 356,5 світлових років від Сонця.

## Фізичні характеристики
Зоря HD14392 обертається 
досить швидко 
навколо своєї осі. Проєкція її екваторіальної швидкості на промінь зору становить  Vsin(i)= 81км/сек.

## Пекулярний хімічний вміст
Зоряна атмосфера HD14392 має підвищений вміст 
Si
.

## Магнітне поле
Спектр даної зорі вказує на наявність магнітного поля у її зоряній атмосфері.
Напруженість повздовжної компоненти поля оціненої з аналізу
крил ліній Бальмера
становить  195,2± 316,0 Гаус.